# Robert F. Hill
Robert F. Hill (Port Rowan, 14 april 1886 – Los Angeles, 18 maart 1966) was een Canadees-Amerikaanse filmacteur, filmregisseur en scenarioschrijver gedurende het stommefilmtijdperk.

## Gedeeltelijke filmografie

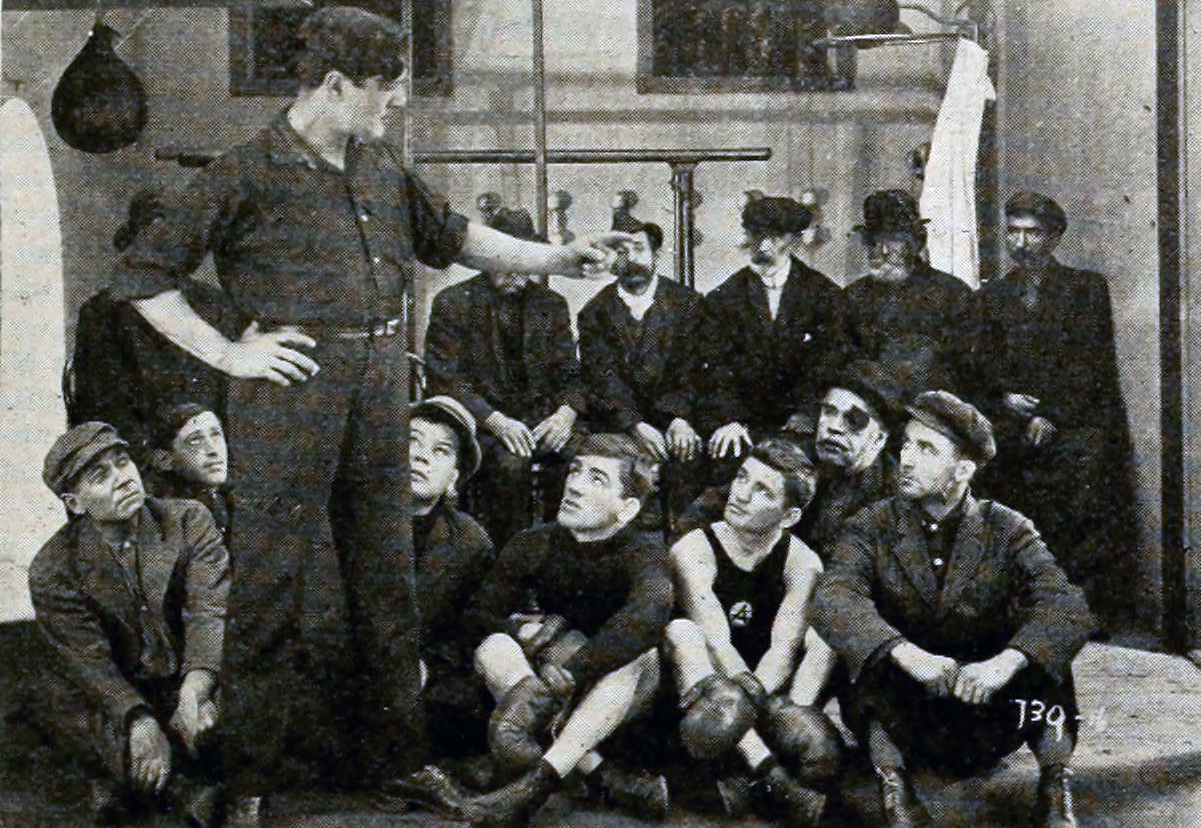
Temptation and the Man (1916)

| Jaar | Film                              | Rol          | Bijzonderheden       |
| ---- | --------------------------------- | ------------ | -------------------- |
| 1915 | Destiny's Trump Card              | -            | Schrijver            |
| 1616 | Temptation and the Man            | -            | Regisseur            |
| 1919 | The Great Radium Mystery          | -            | Regisseur            |
| 1920 | The Flaming Disc                  | -            | Regisseur            |
| 1921 | The Adventures of Tarzan          | -            | Regisseur, schrijver |
| 1922 | The Adventures of Robinson Crusoe | -            | Regisseur            |
| 1923 | Around the World in Eighteen Days | -            | Regisseur            |
| 1923 | The Social Buccaneer              | -            | Regisseur            |
| 1923 | The Phantom Fortune               | -            | Regisseur            |
| 1925 | Idaho                             | -            | Regisseur            |
| 1925 | Wild West                         | -            | Regisseur            |
| 1926 | The Bar-C Mystery                 | -            | Regisseur            |
| 1927 | The Return of the Riddle Rider    | -            | Regisseur            |
| 1927 | Blake of Scotland Yard            | -            | Regisseur, schrijver |
| 1927 | The Cat and the Canary            | -            | -                    |
| 1928 | Haunted Island                    | -            | Regisseur            |
| 1931 | Heroes of the Flames              | -            | Regisseur            |
| 1932 | Love Bound                        | Passagier    | Regisseur            |
| 1932 | The Last Frontier                 | -            | Schrijver            |
| 1933 | Tarzan the Fearless               | -            | Regisseur            |
| 1934 | Cowboy Holiday                    | Mr. Hopkins  | Regisseur, schrijver |
| 1935 | Queen of the Jungle               | -            | Regisseur            |
| 1936 | Prison Shadows                    | -            | Regisseur            |
| 1936 | Rip Roarin' Buckaroo              | -            | Regisseur            |
| 1936 | The Phantom of the Range          | Robert       | Regisseur            |
| 1938 | Flash Gordon's Trip to Mars       | -            | Regisseur            |
| 1941 | Flying Wild                       | Mr. Woodward | -                    |
| 1943 | Keep 'Em Slugging                 | Mr. Woodward | -                    |
| 1943 | Calling Dr. Death                 | Rechter      | -                    |
| 1944 | Men on Her Mind                   | -            | -                    |

- Biblioteca Nacional de España: XX1173033
- Bibliothèque nationale de France: cb139925105 (data)
- Gemeinsame Normdatei: 140890386
- International Standard Name Identifier: 0000 0000 7729 3252
- Library of Congress Control Number: n88051199
- Système universitaire de documentation: 13197372X
- Trove: 1015002
- Virtual International Authority File: 69124986
- WorldCat: E39PBJckJFwrYj3fTbWCT6JMT3